# Tabea Schendekehl
Tabea Schendekehl (* 29. November 1998 in Lünen) ist eine deutsche Ruderin.

## Leben
Tabea Schendekehl besucht zunächst in Brechten die Grundschule, dann das Helmholtz-Gymnasium in Dortmund. Nach dem Abitur 2016 studierte sie ab Januar 2017 an der University of Washington im Bereich Photomedia. Aktuell (Stand Juli 2024) ist sie an der Humboldt-Universität zu Berlin immatrikuliert.

## Sportliche Karriere
Der Heimatverein von Schendekehl ist der Ruderclub Hansa von 1898 aus Dortmund, wo ihre sportliche Ruderkarriere im Jahre 2012 begann.

### Nationale Erfolge
Bei den Deutschen Junioren-Meisterschaften 2016 in Hamburg gewann Schendekehl Silber im Achter und Bronze im Vierer ohne Steuerfrau. Der Erfolg führte dazu, dass sie von der Bundestrainerin zur Mannschaftsbildung der Junioren-Nationalmannschaft eingeladen wurde. Bei den Deutschen U23-Meisterschaften 2017 in München fuhr Schendekehl einen ersten Platz sowohl im Vierer ohne Steuerfrau als auch im Achter ein.

### Internationale Erfolge
Seit 2016 wird Schendekehl vom Deutschen Ruderverband (DRV) für internationale Ruderveranstaltungen nominiert, wo sie im Team dritte, zweite und erste Plätze gewinnen konnte. Bei den Ruder-Europameisterschaften 2020, die vom 9. bis 11. Oktober 2020 in Posen, Polen stattfanden, war Schendekehl Schlagfrau des Deutschland-Ruder-Achters. Bei den Olympischen Spielen 2024 in Paris nahm sie am Doppelvierer der Frauen teil und gewann dort mit Maren Völz, Leonie Menzel und Pia Greiten drei Sekunden hinter den Britinnen und Niederländerinnen eine Bronzemedaille.
- 2016  Junioren-Europameisterschaft im Rudern, Juniorinnen-Achter[8]
- 2016  Junioren-Weltmeisterschaften im Rudern, Juniorinnen-Achter[9]
- 2017  U23-Weltmeisterschaften im Rudern, im Vierer ohne Steuerfrau[10]
- 2019 8. Platz Ruder-Weltcup II, Zweier ohne Steuerfrau[6]
- 2019 7. Platz Ruder-Weltcup III, Zweier ohne Steuerfrau[6]
- 2019 15. Platz Ruder-Weltmeisterschaften, Zweier ohne Steuerfrau[6]
- 2020  Ruder-Europameisterschaften, Achter[6]
- 2023 5. Platz Europameisterschaften im Doppelvierer
- 2023 7. Platz Weltmeisterschaften im Doppelvierer
- 2024  Olympische Sommerspiele, Doppelvierer

### Trivia
Am 17. November 2017 nahm sie mit dem Frauenruderteam der University of Washington als Deutsche bei einem Sportlerempfang teil, den Präsident Trump im Weißen Haus veranstaltete; 2017 und 2019 war die Universität amerikanischer Meister geworden (NCAA).